# Estación de Mouriscas-A
La Estación Ferroviaria de Mouriscas-A, también conocida como Estación de Mouriscas-A, es una estación ferroviaria de la Línea de la Beira Baixa y del Ramal do Pego, que sirve a la parroquia de Mouriscas, en el ayuntamiento de Abrantes, en Portugal.

## Características

### Localización y accesos
El edificio de la estación se encuentra junto a la localidad de Casal do Tejo.

### Descripción física
En enero de 2011, poseía dos vías de circulación, con 670 y 684 metros de longitud; las plataformas tenían 76 y 209 metros de extensión, y presentaban ambas cerca de 40 centímetros de altura.

## Historia
Esta plataforma se encuentra entre las estaciones de Abrantes y Covilhã, tramo este que comenzó a ser construido a finales de 1885, y entró en explotación pública el 6 de septiembre de 1891.